# Almașu Mare, Alba
Almașu Mare (în maghiară Nagyalmás, în trad. "Mereștii Mari", în germană Groß-Obstdorf, în trad. "Livezenii Mari") este satul de reședință al comunei cu același nume din județul Alba, Transilvania, România.

## Istoric
Atestat documentar pentru prima dată în anul 1407 sub numele de Almaș, Almașu Mare este cunoscut și datorită exploatărilor de minereuri neferoase, încă din epoca romană.

## Lăcașuri de cult

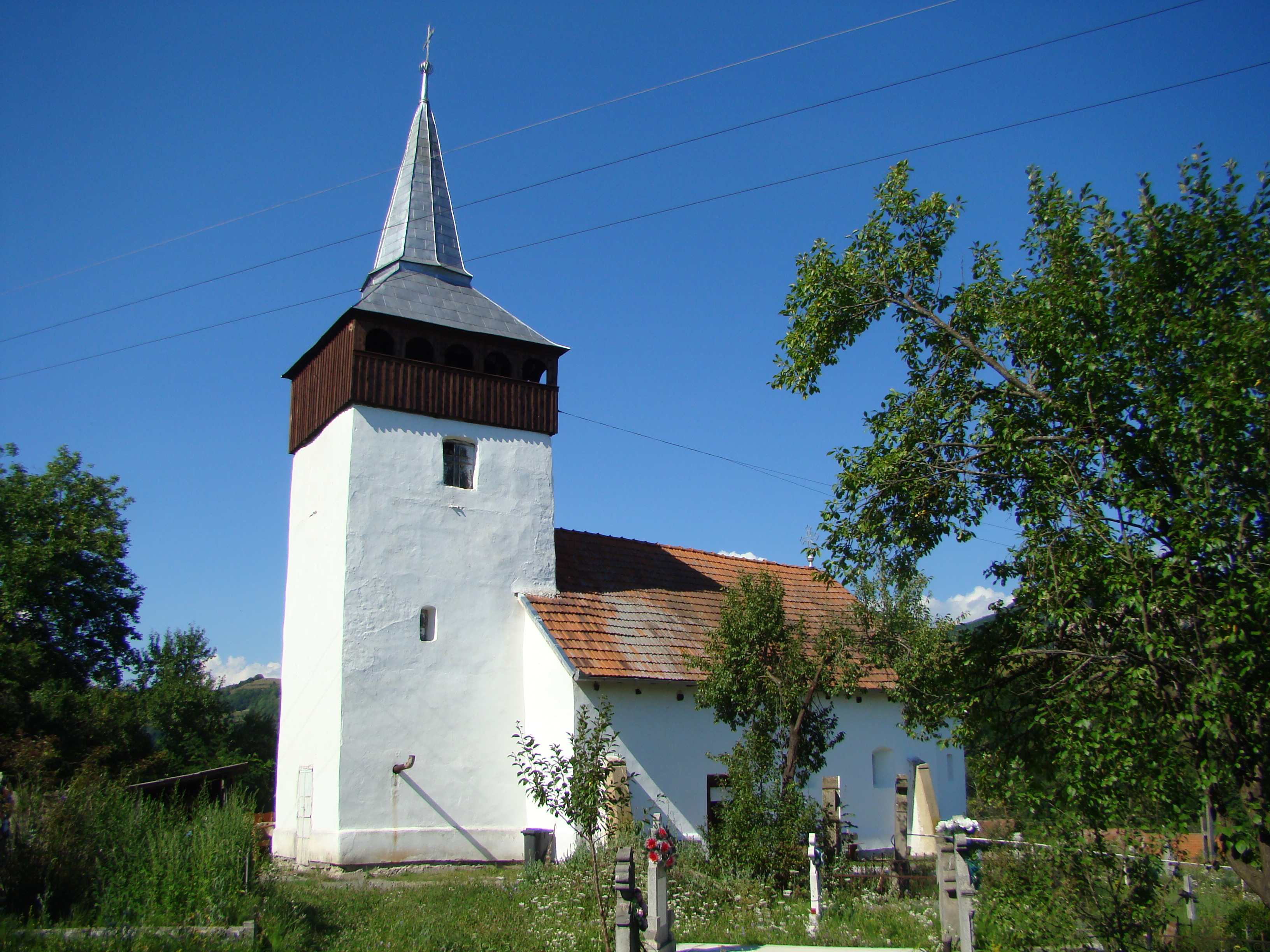
Biserica „Buna Vestire”- Joseni (monument istoric de importanță națională)

- Biserica „Buna Vestire", menționată documentar din 1418, de tip navă, cu absida decroșată, având un turn-clopotniță pe latura de vest. A suferit transformări ulterioare. Are fragmente de picturi murale din secolul al XVIII-lea.

## Galerie de imagini

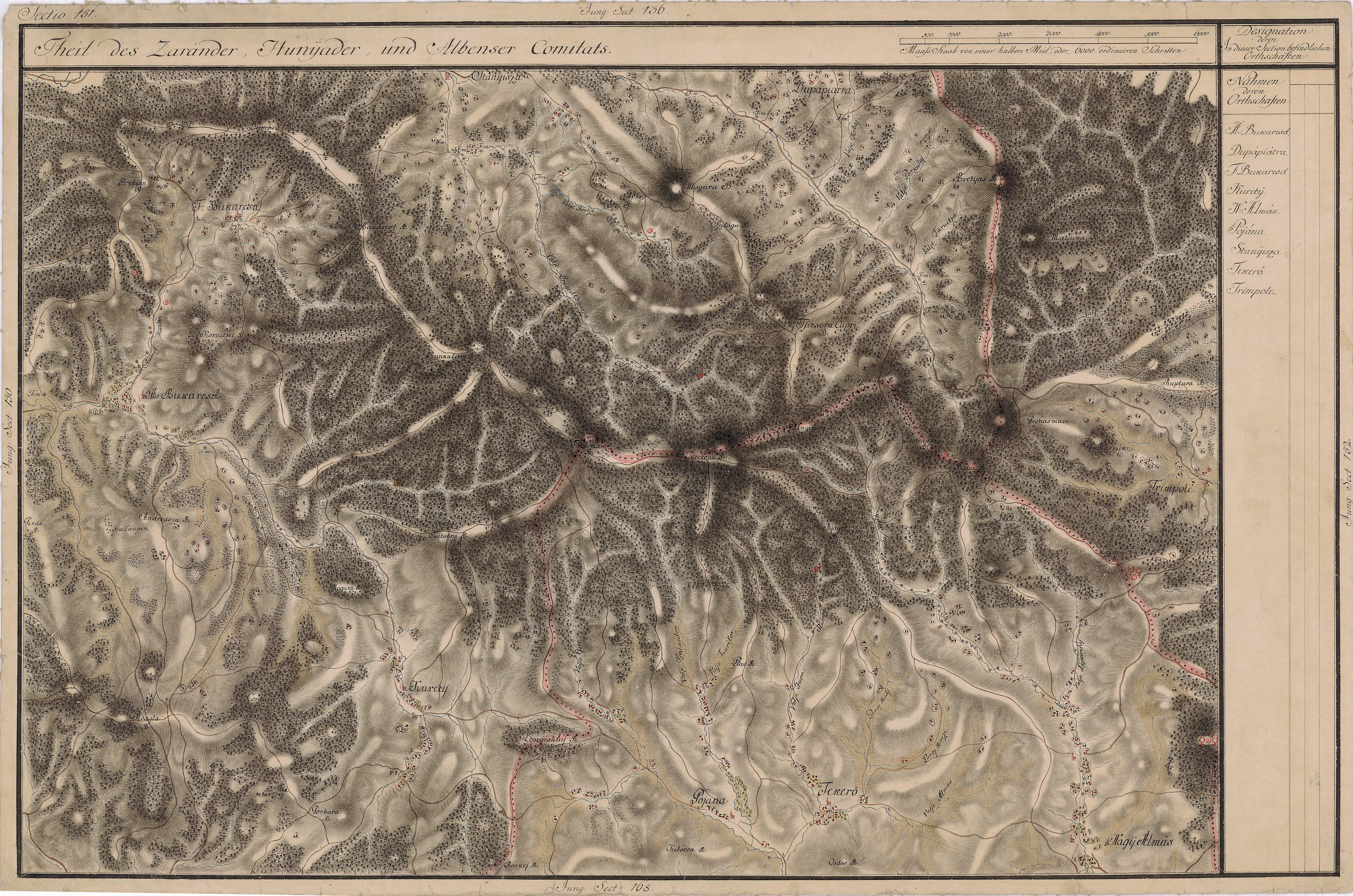
Almașu Mare pe Harta Iosefină a Transilvaniei, 1769-1773
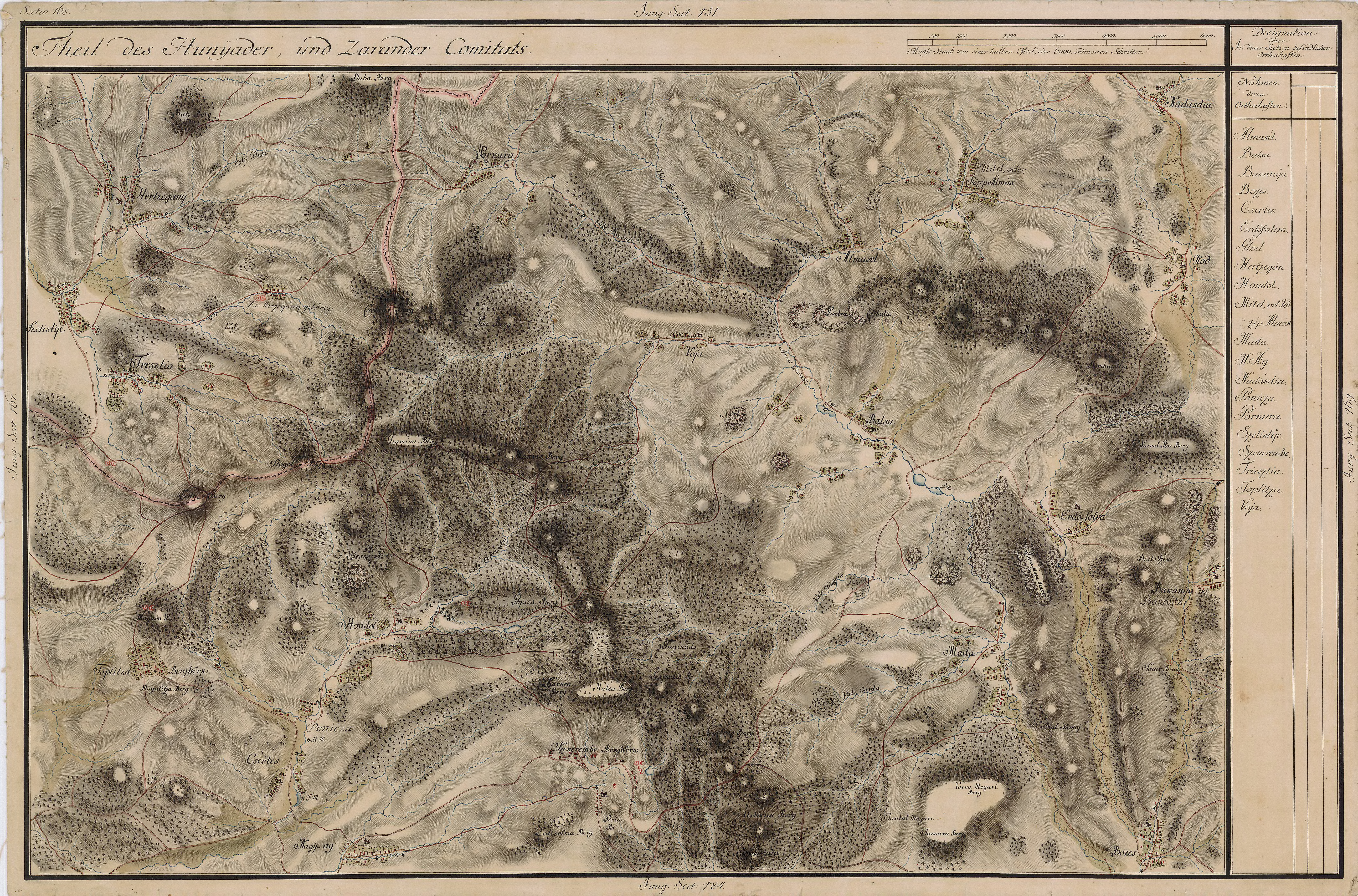
Almașu Mare pe Harta Iosefină a Transilvaniei, 1769-1773
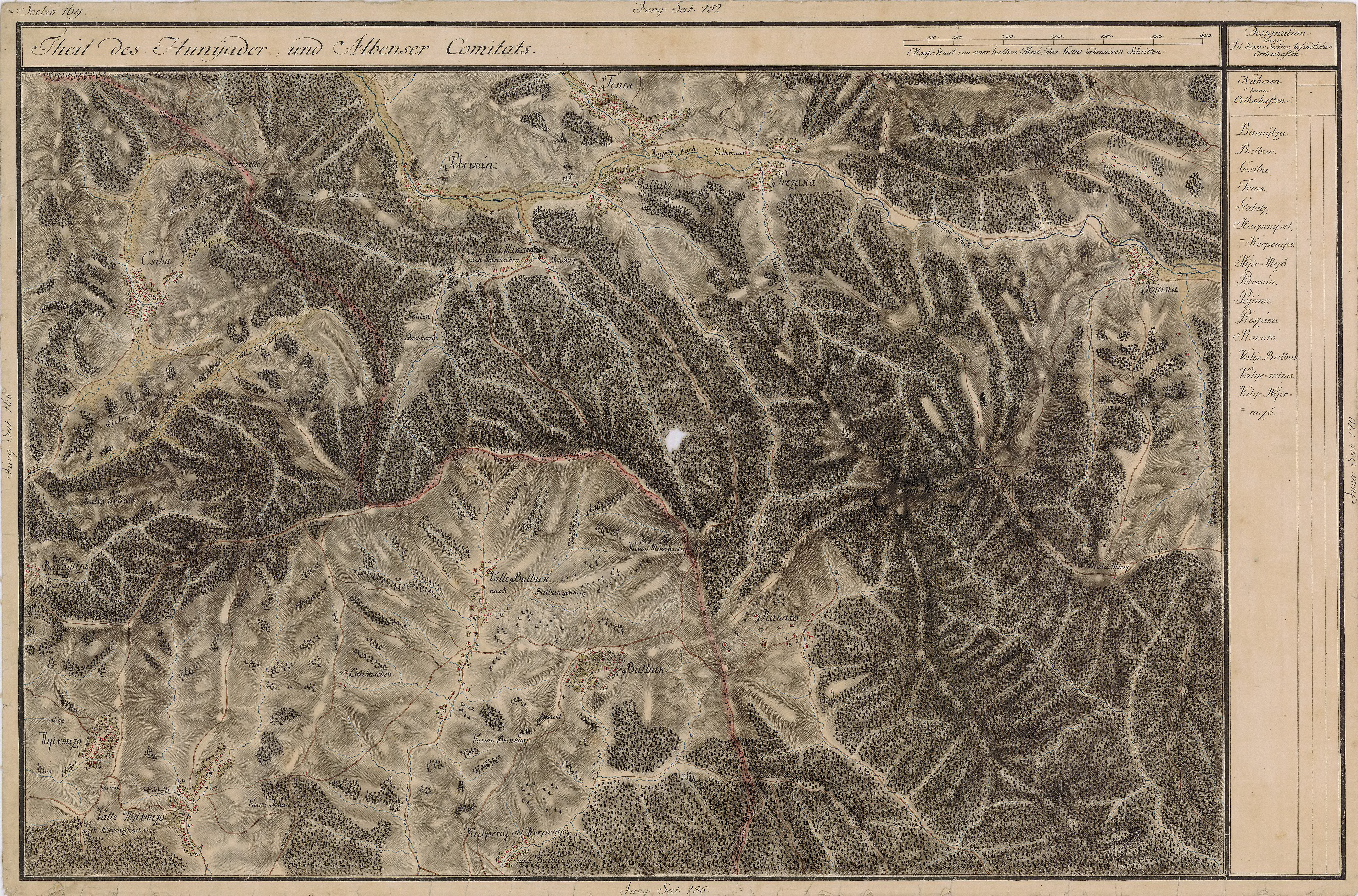
Almașu Mare pe Harta Iosefină a Transilvaniei, 1769-1773
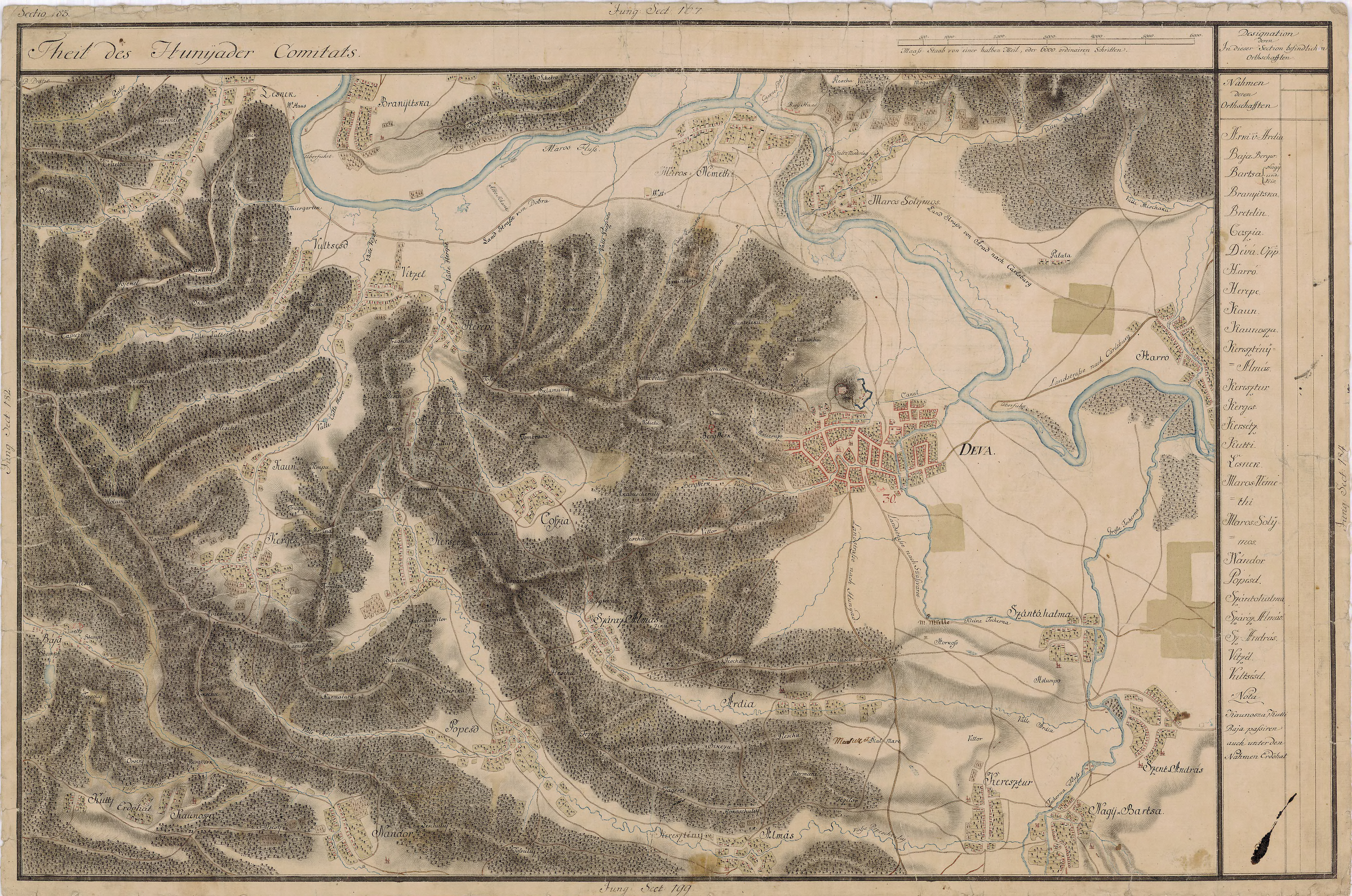
Almașu Mare pe Harta Iosefină a Transilvaniei, 1769-1773